# 消防正監

消防正監の階級章

消防正監（しょうぼうせいかん）は、日本の消防吏員の階級の一つ。上から3番目。消防司監の下、消防監の上。

## 概要
消防正監の階級は、消防組織法第十六条第二項の規定に基づき、上位に消防総監、消防司監、下位に消防監、消防司令長、消防司令、消防司令補、消防士長及び消防士と定められている。 
この階級を有する者は全国にいる消防吏員約16万人のうち、約0.2%である（2016年（平成28年）4月1日現在）。

## 階級の基準
【出典】
- 東京消防庁の部長、方面本部長
- 政令指定都市の消防部局の次長、部長、消防署長
- 人口70万人以上の市町村の消防部局の次長、部長、消防署長
- 消防吏員数200人以上又は人口30万人以上の市町村の消防長